# Tambovka (Oblast' dell'Amur)
Tambovka (in russo Тамбовка?) è un villaggio della Russia estremo-orientale, situato nella oblast' dell'Amur; è il centro amministrativo del distretto Tambovskij.
Il villaggio si trova sulla riva destra del fiume Gil'čin (affluente dell'Amur), 40 km a sud-est di Blagoveščensk.